# Municipio de Cane Creek (Carolina del Norte)
El municipio de Cane Creek (en inglés: Cane Creek Township) es un municipio ubicado en el  condado de Mitchell en el estado estadounidense de Carolina del Norte. En el año 2010 tenía una población de 771 habitantes.

## Geografía
El municipio de Cane Creek se encuentra ubicado en las coordenadas 36°1′3.44″N 82°5′32.43″O / 36.0176222, -82.0923417.